# Любчак Володимир Олександрович
Володи́мир Олекса́ндрович Любча́к (нар. 29 квітня 1956, м. Жашків Черкаської області) — викладач, кандидат фізико-математичних наук (1984), професор (2021), Заслужений науково-педагогічний працівник СумДУ (2008), лауреат Державної премії в галузі освіти (2017), проректор Сумського державного університету (2006—2021), завідувач кафедри кібербезпеки СумДУ.

## Біографія
Народився 29 квітня 1956 року у м. Жашків Черкаської області у сім'ї службовця.
1973 р. — закінчив із відзнакою Сумську середню школу № 2.
1973—1978 рр. — навчався у Сумській філії Харківського політехнічного інституту (СФ ХПІ) на спеціальності «гідравлічні машини».
1981 р. — закінчив аспірантуру Харківського політехнічного інституту.
Працював на різних посадах у СФ ХПІ: науковий співробітник (1981), асистент (1984), старший викладач кафедри прикладної математики (1985).
1984 р. — у спеціалізованій раді при Казанському державному університеті захистив кандидатську роботу за тематикою «математичне моделювання».
1986 р. — доцент кафедри вищої математики СФ ХПІ (пізніше — кафедри прикладної математики).
1991—2002 рр. — завідувач кафедри прикладної математики, яка з 1991 р. здійснює підготовку студентів за спеціальністю «Прикладна математика». В. О. Любчак викладав дисципліни, пов'язані з програмуванням, інформатизацією, обчислювальною технікою, моделюванням.
1993—1999 рр. — начальник Центру комп'ютерних технологій Сумського філіалу ХПІ (нині — Сумський державний університет). Центром проводилася робота з розвитку автоматизованої системи управління «Університет», інформаційної мережі, системи дистанційного навчання та Web-ресурсів університету.
2002—2008 рр. —  завідувач кафедри інформатики СумДУ, яка з 2002 р. здійснює підготовку фахівців за спеціальністю «Інформатика».
2004—2006 рр. — декан механіко-математичного факультету СумДУ.
2006—2021 рр. — проректор з науково-педагогічної роботи СумДУ.
У різні роки опікувався дистанційним, вечірнім та заочним навчанням; другою вищою освітою; курсами перепідготовки; інформатизацією та комп'ютеризацією університету; інформаційно-бібліотечною діяльністю; технологіями е-навчання; організацією міжнародних зв'язків та грантових проєктів; супроводженням участі СумДУ в національних та міжнародних рейтингах; технічним забезпеченням університету; Web-системою; діяльністю Медіа-центру та Прес-центру СумДУ.
З березня 2021 р. — професор кафедри комп'ютерних наук СумДУ.
З вересня 2021 р. — завідувач кафедри кібербезпеки СумДУ.

## Наукова діяльність
Значну роль у житті В. О. Любчака відіграв Леонід Аншелович Фільштинський. Саме він і залучив В. О. Любчака до науково-дослідної роботи. Ще навчаючись на четвертому курсі, Володимир Олександрович уже мав наукові публікації.
З початку 90-х рр. розробляв методики та проєкти розбудови комп'ютерної інформаційної системи закладу вищої освіти, впроваджував автоматизовану систему управління та Web-систему.
90-ті рр. — у співпраці з Міжнародним науково-навчальним центром інформаційних технологій та систем НАН України і МОН України розпочав перший в Україні проєкт із дистанційних технологій навчання.
2006 р. — співзасновник філії кафедри ЮНЕСКО «Нові інформаційні технології в освіті для всіх» на базі кафедри інформатики та лабораторії дистанційного навчання.
2007—2008 рр. — фахівці філії кафедри на чолі з В. О. Любчаком взяли активну участь в реалізації проєкту міжнародної програми TEMPUS «Практикум удосконалення української системи e-learning», в рамках якого отримано матеріали й досвід щодо впровадження засобів електронного навчання.
Володимир Любчак входив до складу Робочої групи від СумДУ багатьох міжнародних грантових проектів ЄС ТЕМПУС, Еразмус тощо. Був виконавцем програми «INURE»  європейської комісії ТЕМПУС I, міжнародних грантів з питань e-learning, редактором матеріалів координаційних зустрічей та конференцій проєктів Європейської комісії.
З 2011 р. представляє СумДУ у  Консорціумі українських університетів та Варшавського університету для підтримки співпраці між Варшавським університетом та українськими університетами, обміну досвідом у рамках академічної мобільності наукових працівників і студентів, реалізації спільних проектів, сприяння розвитку наукових досліджень у регіоні Східної і Центральної Європи.
Член організації IELA, працював у науково-методичній комісії МОН України з прикладної математики та інформатики.
Учасник та організатор різних конференцій, входив до складу програмних та організаційних комітетів, зокрема 3-я Міжнародна науково-методична конференція «Освіта та Віртуальність», Харків, 1999; 4-я Международная  конференция Украинской ассоциации дистанционного образования, Харьков-Севастополь, 2000; Четвърта научна конференция с международно участие «Интернет — среда за нови технологии в информационното общество», Октомври, 2001; Міжнародна науково-практична конференція «Інформатизація освіти України: стан, проблеми, перспективи», Херсон, 2001; VII Міжнародна науково-методична конференція «Сучасний український університет: теорія і практика впровадження інноваційних технологій» (до 60 — річчя Сумського державного університету), Суми, 2008; Міжнародна науково-практична конференція «Е-обучение в высшей школе — проблемы и перспективы (INCEL-08)», Одеса, 2008; 4th International Conference «New Technologies in Education for All: Innovation Methods and Models», Kyiv, 2009 тощо.
Сфера наукових інтересів — моделювання та комп'ютерна реалізація задач механіки деформованого твердого тіла, інформаційні системи управління закладом освіти, інформаційний менеджмент, технології дистанційного навчання та e-learning, інтелектуальні технології адаптивних навчаючих систем.

## Організаційна діяльність
1990—1991 рр. — засновник разом з Л. А. Фільштинським кафедри прикладної математики; ініціатор відкриття відповідної спеціальності.
1993 р. — організатор Центру комп'ютерних технологій, розробник проєктів інформаційної системи управління та Web-системи, організатор розбудови ІТ-структури СумДУ під керівництвом А. В. Васильєва.
1993—2003 рр. — засновник та розробник методичних, технологічних та технічних засад систем дистанційного та електронного навчання СумДУ.
2000 р. — ініціатор відкриття дистанційної форми навчання у СумДУ.
2002 р. — ініціатор відкриття спеціальності «інформатика» та засновник кафедри інформатики.
З 2005 р. — організатор та керівник проєктів впровадження в СумДУ сучасних  інтегрованих систем забезпечення управлінської, навчальної та бібліотечно-інформаційної діяльності університету, системи електронного документообігу.
З 2006 р. — ініціатор та організатор участі в міжнародних грантових програмах ЄС, організатор спільних центрів з міжнародними фірмами CISCO, Microsoft, NetCracker, 1С тощо.
2016 р. — засновник разом з А. В. Васильєвим Центру бенчмаркінгу та вебменеджменту СумДУ. Основні завдання Центру: забезпечення участі університету в рейтингах світового, європейського та загальнонаціонального значення; проведення моніторингу загальноєвропейських та світових індикаторів ефективності діяльності університетів та аналізу методами бенчмаркінгу; розроблення та впровадження програмно-технічних, методичних та організаційних інструментів представлення університету у вебпросторі.
Керівник госпрозрахункових та держбюджетних тем, зокрема «Разработка АСУ „Университет“ на базе локальных вычислительных сетей», «Разработка программного обеспечения АСУ вуза на базе сетей персональных IBM-совместимых компьютеров», «Розробка методів та інструментальних засобів побудови складних інформаційних систем», «Теоретико-методологічні та технологічні засади системи управління ВНЗ як інноваційної» та ін.
Сворив ефективну модель управління міжнародною діяльністю в університеті. СумДУ — активний учасник міжнародних програм та проектів у сфері науки й освіти (ТЕМПУС, Еразмус+ та ін.), щорічно виконує понад 150 грантів, що фінансуються закордонними організаціями та фондами.
У різні роки входив до складу ради із забезпечення якості освітньої діяльності та якості вищої освіти СумДУ, вченої ради СумДУ, наукової ради; голова Ради з інформатизації СумДУ (2018—2021).

## Нагороди
2008 р.  – отримав почесне звання «Заслужений науково-педагогічний працівник СумДУ».
2010 р. — видання «Методи та алгоритми обчислень» В. О. Любчака та Л. Д. Назаренко посіло ІІІ місце у номінації «Краще навчальне видання з інформатики та обчислювальної техніки» у першому Всеукраїнському конкурсі видань для вищих навчальних закладів «Університетська книга-2010».
2010 р. — нагороджений Почесною грамотою Кабінету Міністрів України.
2011 р. — отримав Нагрудний знак МОН України «Відмінник освіти» за впровадження результатів наукових досліджень з інформаційних технологій у навчальний процес від Міністерства освіти і науки, молоді та спорту України.
2017 р. — став лауреатом Державної премії України в галузі освіти у номінації «Вища освіта» за роботу «Науково-теоретичні, методичні та технологічні аспекти комплексної ІТ–підтримки діяльності інноваційного університету» відповідно до Указу Президента України № 374/2017. Також серед отримувачів: А. В. Васильєв, А. С. Довбиш, Ю. О. Зубань.
2017 р. — лауреат Всеукраїнського  конкурсу «Інноватика в сучасній освіті» за роботу «Електронне середовище забезпечення навчально-наукової діяльності сучасного університету».
2018 р. — нагороджений медаллю Національної Академії педагогічних наук України «Ушинський К. Д.».

## Вибрані публікації
Автор понад 150 наукових та науково-методичних праць із різних галузей: математичне моделювання, механіка деформованого тіла, комп'ютерні технології; близько 20 публікацій за кордоном (Іспанія, Словаччина, Бразилія, Італія, Литва та ін.).
Наукові профілі
Монографії
- Дистанційне навчання: досвід впровадження в українському університеті: монографія / В. О. Любчак, О. В. Купенко, Т. В. Лаврик та ін. — Суми: Сумський державний університет, 2009. — 160 с. — ISBN 978-966-657-257-1.
- Новые информационные технологии в образовании для всех / колл. монография. — К.: Академпериодика, 2012. — 269 с. — ISBN 978-966-02-6743-5.
- Інформаційне, методичне та організаційне забезпечення дистанційного навчання у вищих навчальних закладах України: монографія / М. П. Мазур, Ю. О. Зубань, В. О. Любчак, С. А. Іванець. — Суми: Сумський державний університет, 2013. — 152 с. — ISBN 978-966-657-500-8.
- Інформаційно-аналітична підтримка діяльності університету: інтегрована інформаційна система: монографія / А. В. Васильєв, В. В. Хоменко, В. О. Любчак та ін. — Суми: Сумський державний університет, 2013. — 126 с. — ISBN 978-966-657-496-4.
- Довбиш А. С. Інтелектуальні інформаційні технології в електронному навчанні: монографія / А. С. Довбиш, А. В. Васильєв, В. О. Любчак. — Суми: Сумський державний університет, 2013. — 177 с. — ISBN 978-966-657-495-7.
- Методологічні основи створення, впровадження і розвитку інтегрованої інформаційної системи управління університетом: монографія / за ред.: С. В. Чернишенка, Ю. І. Воротницького. — Суми: Сумський державний університет, 2015. — 333 с. — ISBN 978-966-657-576-3.
- ІТ-забезпечення діяльності інноваційного університету: досвід українського вишу: монографія / А. В. Васильєв, В. О. Любчак, Ю. О. Зубань та ін.; за заг. ред. А. В. Васильєва. — Суми: Сумський державний університет, 2016. — 173 с. — ISBN 978-966-657-649-4.

Навчальні посібники
- Любчак В. О. Програмний пакет Microsoft Works — інтелектуальне місце фахівця: навч. вид. / В. О Любчак, М. Г. Темченко. — Суми: Сумський державний університет, 1993. — 27 с.
- Харченко Д. О. Подання та використання знань у системах штучного інтелекту: навч. посіб. / Д. О. Харченко, В. О. Любчак. — Суми: Сумський державний університет, 2000. — 86 с. — ISBN 966-7668-29-0.
- Божко О. І. Сервіси INTERNET: навч. посіб. / О. І. Божко, В. О. Любчак. — Суми: Сумський державний університет, 2000. — 94 с. — ISBN 966-7668-02-9.
- Любчак В.  О. Комп'ютерна реалізація методів оптимізації: навч. посіб. / В. О. Любчак, Л. Г. Острівна. — Суми: Сумський державний університет, 2002. — 160 с. — ISBN 966-7668-11-8.
- Любчак В. О. Основи математичної теорії систем: навч. посіб. / В. О. Любчак, Л. Д. Назаренко. — Суми: Сумський державний університет, 2008. — 221 с. — ISBN 978-966-657-202-1.
- Любчак В. О. Методи та алгоритми обчислень: навч. посіб. / В. О. Любчак, Л. Д. Назаренко. — Суми: Сумський державний університет, 2008. — 313 с. — ISBN 978-966-657-194-9.
- Любчак В. О. Державна атестація з інформатики. Методика проведення та завдання: навч. посіб. / В. О. Любчак, О. П. Чекалов. — Суми: Сумський державний університет, 2009. — 78 с.